# Petershagen/Eggersdorf
Petershagen/Eggersdorf ist eine amtsfreie Gemeinde im Landkreis Märkisch-Oderland in Brandenburg, (Deutschland).

## Geografie
Nachbargemeinden von Petershagen/Eggersdorf sind (im Uhrzeigersinn, von Norden beginnend): Altlandsberg, Strausberg, Rehfelde, Rüdersdorf und Vogelsdorf.
Im Ortsteil Eggersdorf befindet sich der ca. 4 Kilometer lange und 400 Meter breite Bötzsee, der höchstwahrscheinlich beim Abschmelzen des Eises in der Weichsel-Kaltzeit entstanden ist. Er liegt zusammen mit dem Fängersee und dem Gamensee in einem glazialen Rinnental. Zu- und Abfluss des Bötzsees bildet das Fredersdorfer Mühlenfließ.

## Gemeindegliederung
Die Gemeinde Petershagen/Eggersdorf hat zwei Ortsteile:
- Eggersdorf
- Petershagen

Hinzu kommt der Wohnplatz Pohrtsche Siedlung.

## Geschichte
Die Gemeinde Petershagen/Eggersdorf entstand im Jahr 1993 im Zuge der Kreisreform in Brandenburg aus den damals selbstständigen Gemeinden Petershagen und Eggersdorf.
Zu DDR-Zeiten errichtete und unterhielt der VEB Fotochemische Werke Köpenick (ORWO) das Ferienlager „Helmut Just“ zwischen Strausberg und Eggersdorf für die Kinder seiner Betriebsangehörigen. Nach 1990 wurde es dem Verfall preisgegeben.
Petershagen und Eggersdorf gehörten seit 1817 zum Landkreis Niederbarnim in der Provinz Brandenburg und ab 1952 zum Kreis Strausberg (bis 1990 im DDR-Bezirk Frankfurt (Oder), 1990–1993 im Land Brandenburg). Seit der Kreisreform 1993 liegt die Gemeinde im Landkreis Märkisch-Oderland.

## Bevölkerungsentwicklung
| 1875 | 0 407 | 0 404 | 1993 | 08.285 | 2021 | 15.611 |
| 1910 | 1.413 | 0 818 | 1995 | 08.974 | 2022 | 15.536 |
| 1939 | 6.236 | 2.832 | 2000 | 11.614 | 2023 | 15.438 |
| 1946 | 6.047 | 2.945 | 2005 | 13.171 | 2024 | 15.432 |
| 1950 | 6.237 | 2.894 | 2010 | 13.875 |      |        |
| 1971 | 6.190 | 3.681 | 2015 | 14.520 |      |        |
| 1990 | 5.353 | 3.089 | 2020 | 15.460 |      |        |
| 1992 | 5.193 | 3.208 |      |        |      |        |

Gebietsstand des jeweiligen Jahres, Einwohnerzahl: Stand 31. Dezember (ab 1991), ab 2011 auf Basis des Zensus 2011, ab 2022 auf Basis des Zensus 2022

## Politik

### Gemeindevertretung
Die Gemeindevertretung von Petershagen/Eggersdorf besteht entsprechend der Einwohnerzahl der Gemeinde aus 28 Gemeindevertretern und dem hauptamtlichen Bürgermeister. Die Kommunalwahl am 9. Juni 2024 führte bei einer Wahlbeteiligung von 73,8 % zu folgendem Ergebnis:
| Partei / Wählergruppe                                  | Stimmenanteil 2019 | Sitze 2019 |  | Stimmenanteil 2024 | Sitze 2024 |
| ------------------------------------------------------ | ------------------ | ---------- |  | ------------------ | ---------- |
| AfD                                                    | 13,7 %             | 1          |  | 24,1 %             | 7          |
| CDU                                                    | 11,1 %             | 3          |  | 15,3 %             | 4          |
| Petershagen-Eggersdorfer BürgerBündnis (PEBB)          | 13,0 %             | 4          |  | 15,3 %             | 4          |
| Die Linke                                              | 14,1 %             | 4          |  | 09,2 %             | 3          |
| Bündnis 90/Die Grünen                                  | 12,8 %             | 3          |  | 08,9 %             | 3          |
| SPD                                                    | 10,8 %             | 3          |  | 08,8 %             | 2          |
| Freie Wähler-Vereinigung Petershagen/Eggersdorf (FWPE) | 06,9 %             | 2          |  | 08,3 %             | 2          |
| Team für Petershagen/Eggersdorf (TfPE)                 | 08,0 %             | 2          |  | 05,5 %             | 2          |
| FDP                                                    | 06,1 %             | 2          |  | 04,5 %             | 1          |
| WIR Gemeinsam für Petershagen/Eggersdorf               | 02,5 %             | 1          |  | –                  | –          |
| Einzelbewerber Mike Neukirch                           | 00,9 %             | –          |  | –                  | –          |
| Insgesamt                                              | 100 %              | 25         |  | 100 %              | 28         |

Bei der Wahl 2019 entfielen auf die AfD vier Sitze, von denen drei unbesetzt blieben, weil die Partei nur einen Kandidaten nominiert hatte.

### Bürgermeister
- 2002–2018: Olaf Borchardt (parteilos)
- seit 2018: Marco Rutter (FDP)

Rutter wurde in der Bürgermeisterstichwahl am 18. März 2018 mit 61,4 % der gültigen Stimmen gewählt. Seine Amtszeit beträgt acht Jahre.

### Wappen
| Wappen von Petershagen/Eggersdorf | Blasonierung: „Geteilt durch einen silbernen Göpel; vorne in Rot ein goldener Schlüssel, hinten in Blau ein halber, golden-bewehrter silberner Steinbock, unten in Grün ein silberner Stern.“ |
| Wappen von Petershagen/Eggersdorf | Das Wappen wurde am 16. Januar 1996 durch das Ministerium des Innern genehmigt. |

### Flagge
„Die Flagge ist Weiß - Blau - Weiß - Rot - Weiß (1:2:10:2:1) gestreift und mittig mit dem Gemeindewappen belegt.“

### Dienstsiegel
Das Dienstsiegel zeigt das Wappen der Gemeinde mit der Umschrift GEMEINDE PETERSHAGEN/EGGERSDORF • LANDKREIS MÄRKISCH-ODERLAND.

### Gemeindepartnerschaften
- Petershagen in Nordrhein-Westfalen (seit 1990)[12]
- Westheim (Pfalz) in Rheinland-Pfalz (seit 1991)
- Dowsk in Belarus (seit 1997)
- Bogdaniec in Polen (seit 2001)

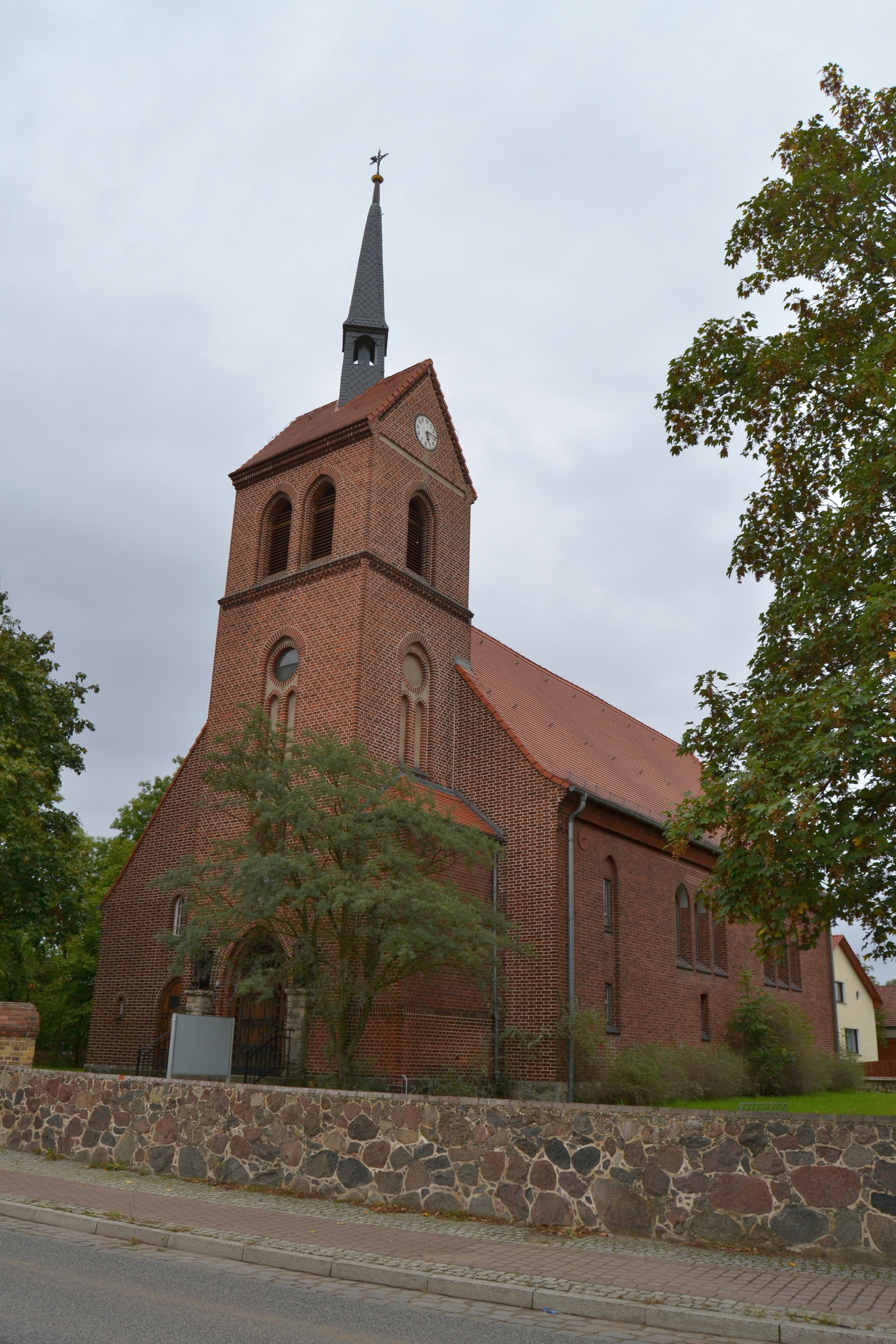
Dorfkirche Petershagen

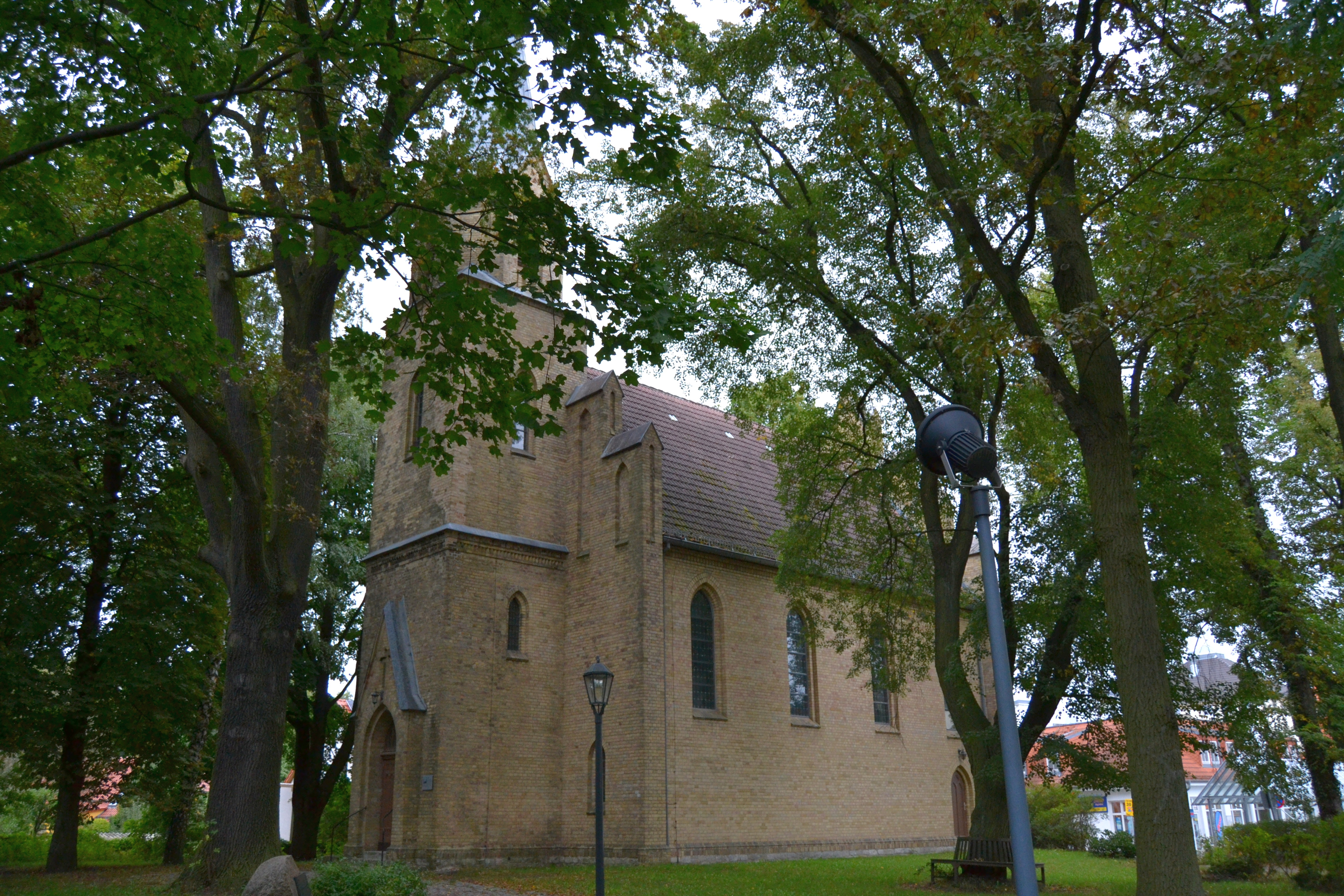
Dorfkirche Eggersdorf

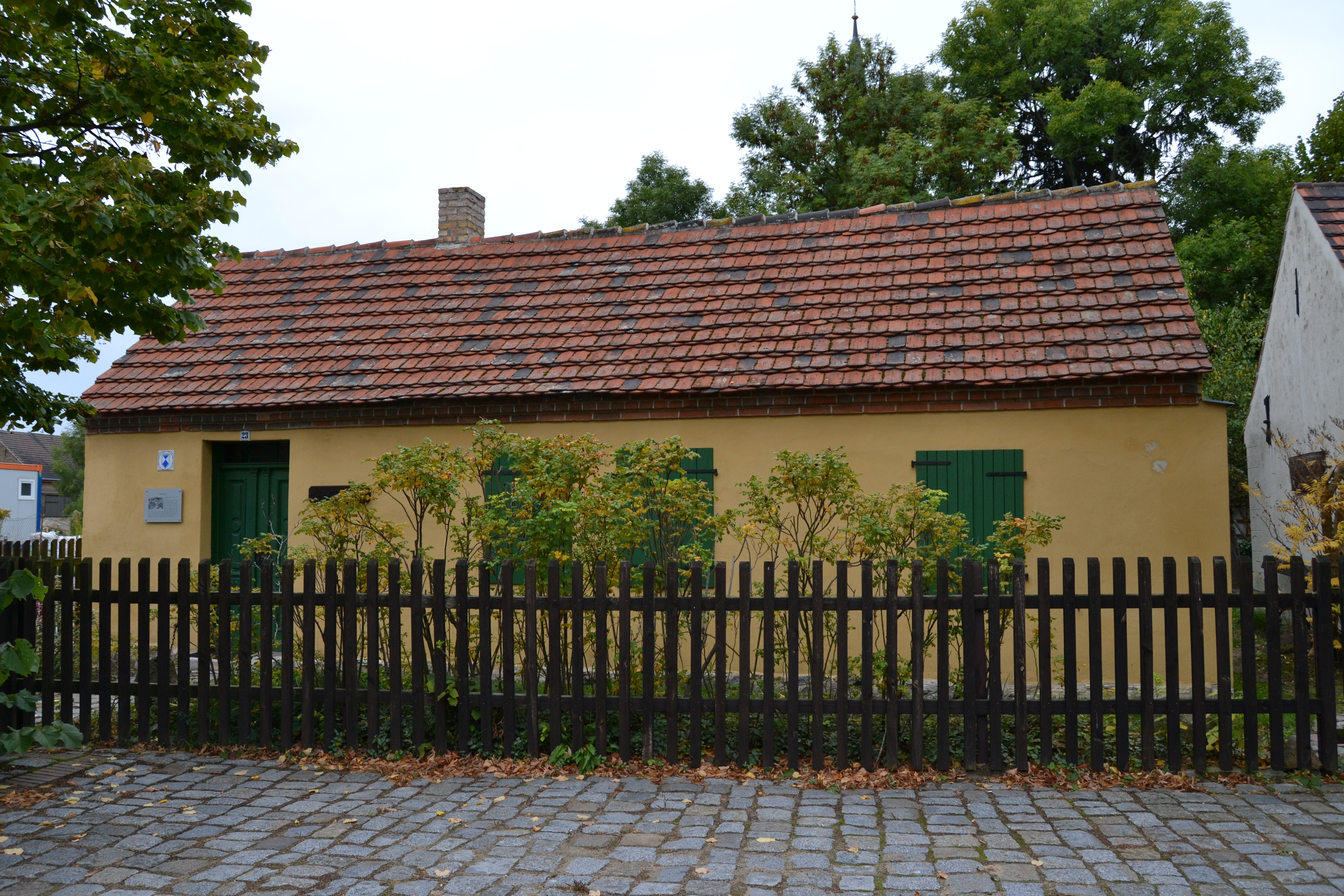
Büdnerhaus in Petershagen

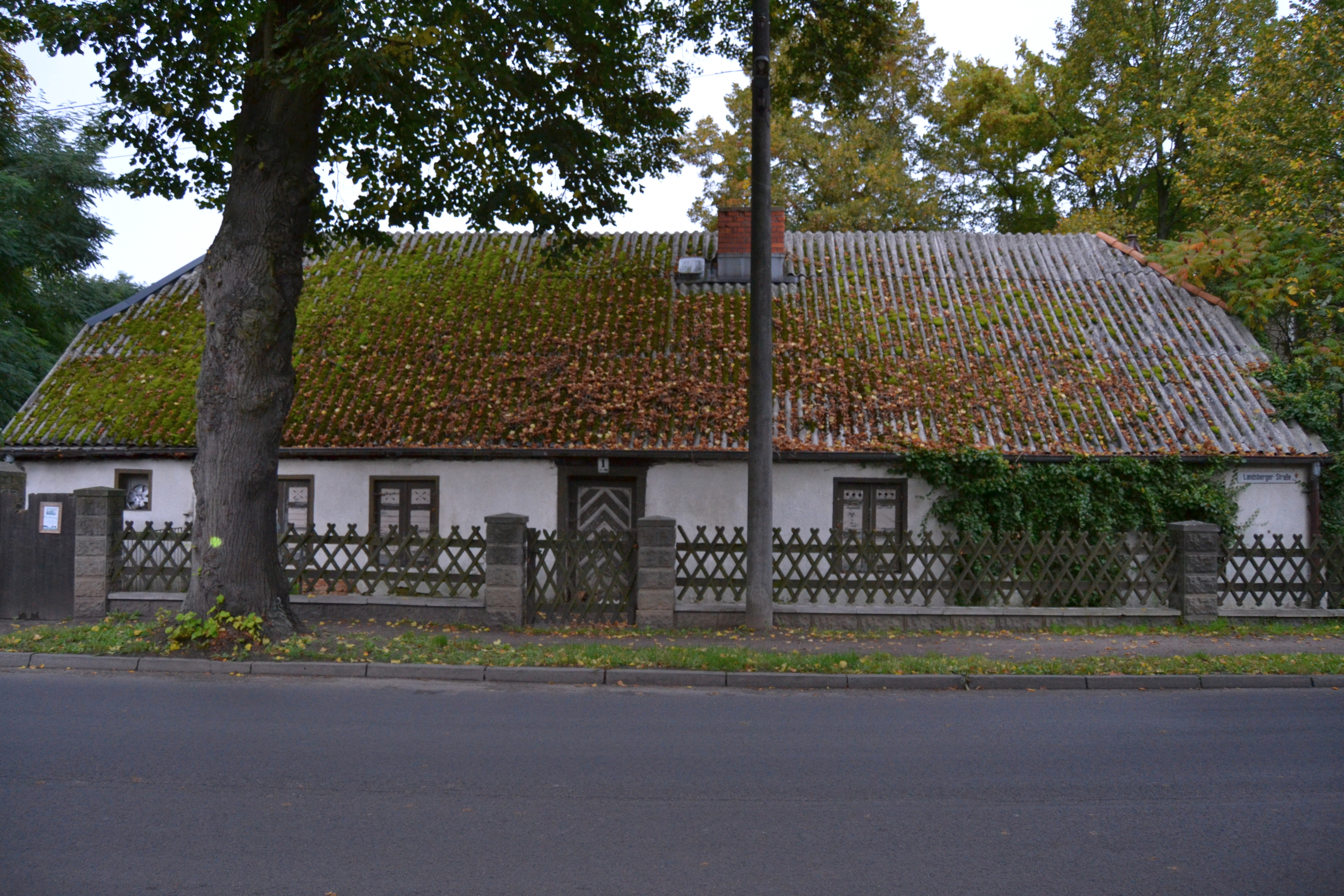
Kolonistenwohnhaus in Eggersdorf

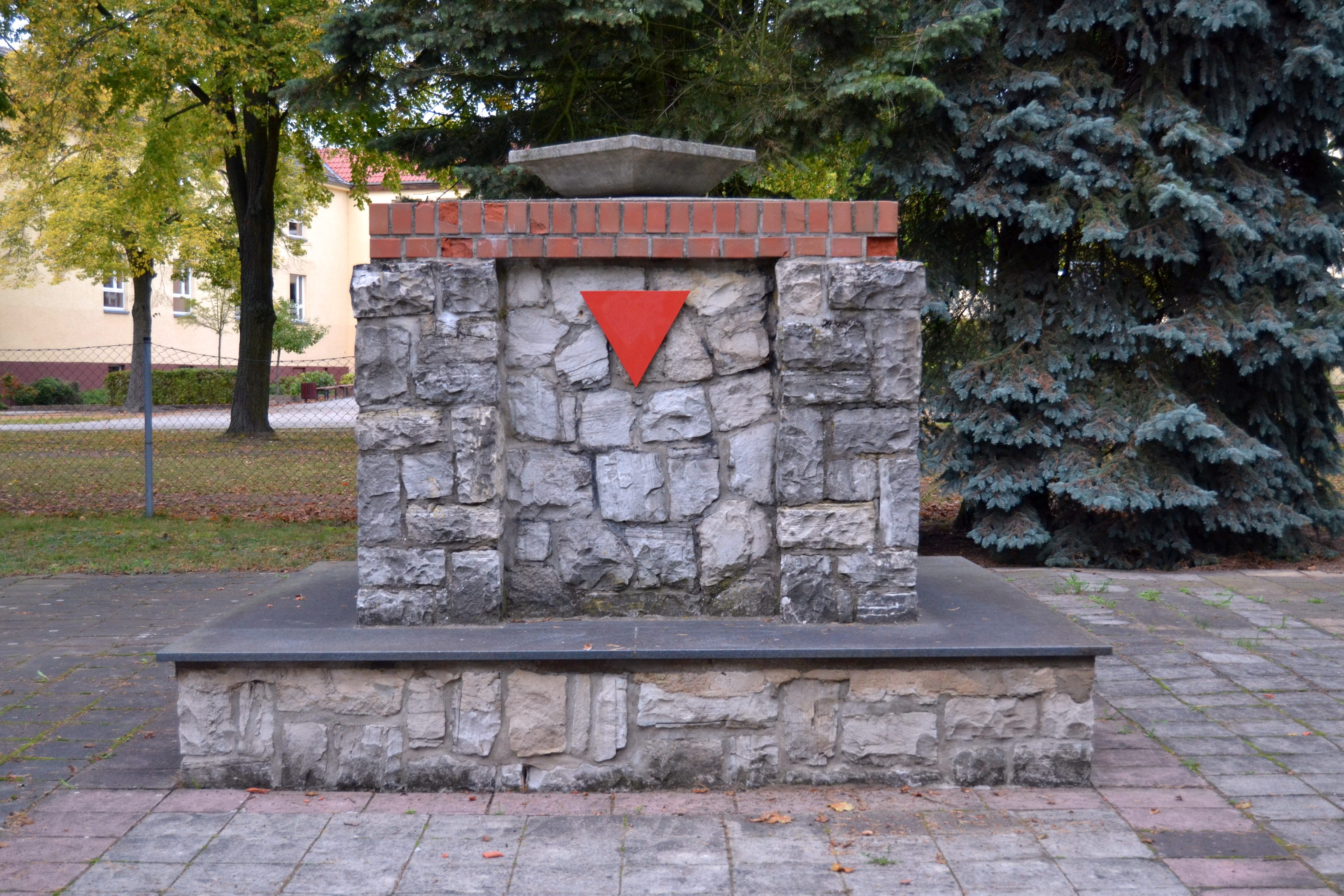
Gedenkstein für Opfer des Faschismus in Petershagen

## Sehenswürdigkeiten und Kultur

### Baudenkmale
In der Liste der Baudenkmale in Petershagen/Eggersdorf stehen die in der Denkmalliste des Landes Brandenburg eingetragenen Denkmale.
- Evangelische Petruskirche Petershagen[13] in der Dorfstraße, 1910 als neogotischer Ziegelbau fertiggestellt. Sie hatte in den Jahrhunderten zuvor zwei Vorläufer: Bereits mit der frühesten Erwähnung des Dorfes Petershagen im Landbuch Kaiser Karls IV. im Jahr 1375 wird ein mittelalterlicher Feldsteinbau auf dem so genannten Kirchberg genannt. 1702 folgte ein barocker Fachwerkbau. Wegen Baufälligkeit wurde der Kirchraum 1909 abgerissen. Ihren heutigen Namen erhielt die Kirche im September 2010.
 Die Bemalung des Innenraums orientiert sich an Dekorationsformen des Jugendstils. Der hochbarocke Kanzelaltar war ein Geschenk der Kirchengemeinde der Dorfkirche Friedrichsfelde. Die Orgel stammt von der Berliner Orgelbaufirma Gebrüder Dinse. An der Wand im nördlichen Seitenschiff unter der Empore befindet sich seit 2006 ein zeitgenössisches Kreuz aus El Salvador. Die Kirche wurde bereits 1982 aufgrund ihrer baugeschichtlichen und künstlerischen Bedeutung in die Kreisdenkmalliste Strausberg aufgenommen.

- Evangelische Dorfkirche Eggersdorf[14] an der Ecke Wilhelmstraße/Mühlenstraße aus dem Jahre 1870, fällt neben den typisch neugotischen Stilelementen vor allem durch ihre gelben Backsteinziegel auf. Seit dem Abschluss jahrelanger Sanierungsarbeiten im Jahr 2000 wird die Kirche von der Gemeinde großflächig beleuchtet.[15]

- Katholische Kirche St. Hubertus[16] in der Petershagener Elbestraße, 1933 vom Kirchenbaumeister Josef Bachem in einem eher schlichten, modernen Stil errichtet. Zur katholischen Gemeinde gehört die Blaskapelle St. Hubertus, gegründet im Jahr 1961. Neben der musikalischen Gestaltung von Gottesdiensten wird auch Unterhaltungsmusik zu weltlichen Anlässen aller Art in Berlin und im Umland geboten.

- Gedenktafel für Kurt Schulze am Denkmal für die Opfer des Faschismus vor der ehemaligen Frederic-Joliot-Curie-Gesamtschule an der Eggersdorfer Straße, 1987 eingeweiht. Schulze war Funker der Widerstandsgruppe Schulze-Boysen/Harnack, wohnte in den 1930er Jahren in Petershagen  und wurde 1942 in Berlin-Plötzensee ermordet.

### Vereine
- Der Verein Bauernvolk Eggersdorf e. V. wurde am 20. März 1999 gegründet. Sein vorrangiger Zweck ist  „die Förderung und kulturhistorische Pflege des bäuerlichen Brauchtums, insbesondere deshalb, um in Eggersdorf ein jährlich wiederkehrendes Marktfest ins Leben zu rufen.“ Dementsprechend findet in Eggersdorf seitdem alljährlich zum Himmelfahrtstag ein großes Dorffest statt, in dessen Zentrum vor allem die Vorstellung und Wiederbelebung mittelalterlicher Bräuche und Kultur steht.

- Der Verein Die Dorfmusikanten e. V., gegründet im November 2002 durch Laienmusiker aus Eggersdorf und Umgebung, spielt neben Blasmusik auch Dixieland, was 2008 zur Gründung der Gruppe DOMU DIXIE JAZZ führte.

## Wirtschaft und Infrastruktur

### Verkehr
Petershagen/Eggersdorf liegt an den Landesstraßen L 234 zwischen Bruchmühle und Strausberg sowie L 303 zwischen Rüdersdorf und Strausberg. Etwa vier Kilometer südlich des Ortszentrums von Petershagen verläuft die Bundesstraße B 1 / 5. Die nächstgelegene Autobahnanschlussstelle ist Berlin-Hellersdorf an der A 10 (östlicher Berliner Ring).

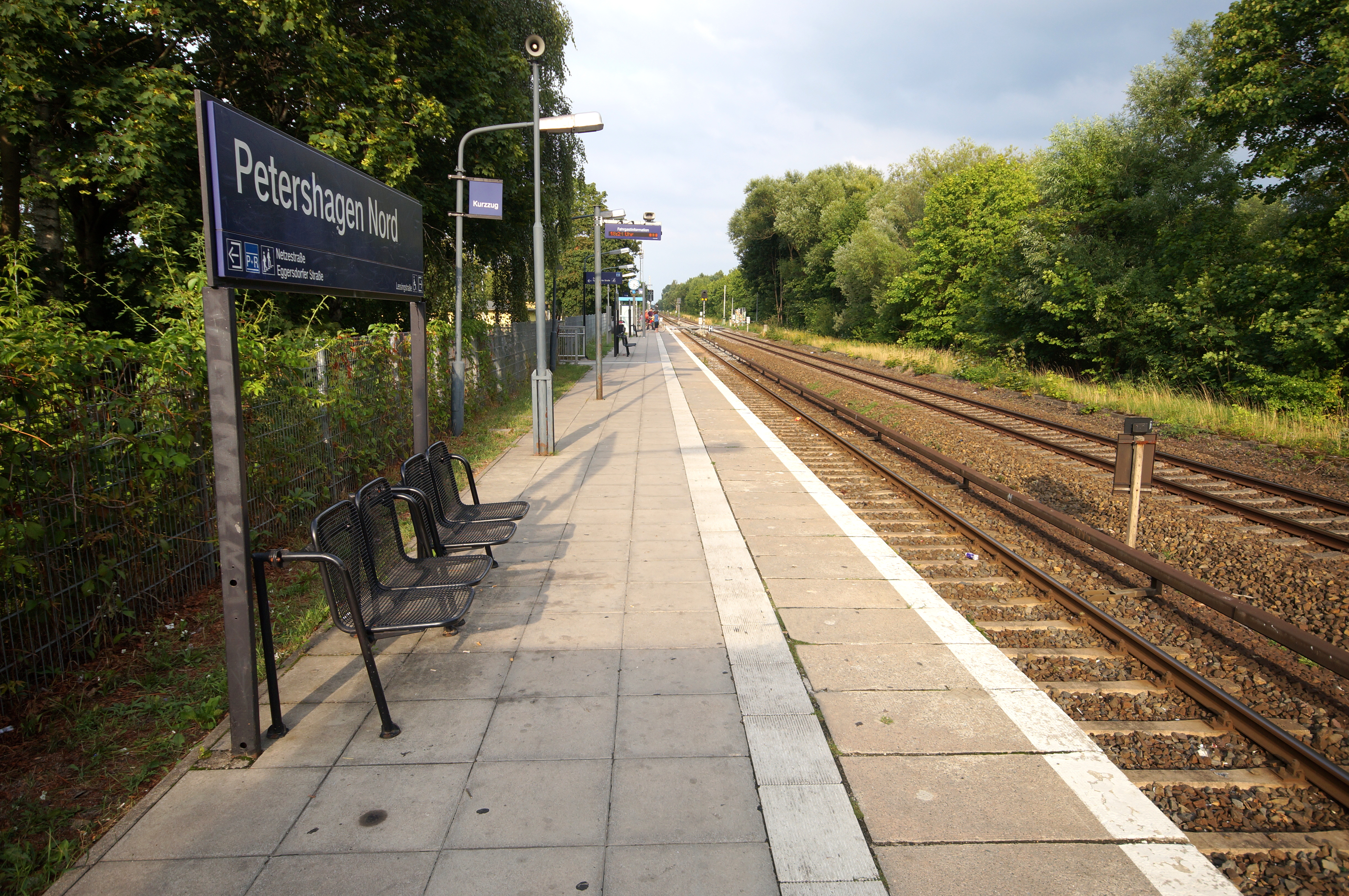
S-Bahnhof Petershagen Nord mit nur einem Bahnsteig

Im Ortsteil Petershagen befindet sich der Bahnhof Petershagen Nord der Linie S 5 der S-Bahn Berlin. Der Bahnhof Strausberg der Bahnstrecke Berlin–Küstrin befindet sich wenige hundert Meter östlich des Ortszentrums von Eggersdorf.
Der Haltepunkt Petershagen (b Berlin) lag an der Bahnstrecke Fredersdorf–Rüdersdorf, auf der heute ausschließlich Güterverkehr stattfindet.

### Schulen
- Grundschule Eggersdorf
- Grundschule Petershagen
- Katholische Grundschule St. Hedwig
- Gesamtschule mit gymnasialer Oberstufe der Fürstenwalder Aus- und Weiterbildungszentrum (FAW) gGmbH

### Sport
Die Fußballmannschaft des SV Blau-Weiß Petershagen-Eggersdorf spielt in der Saison 2024/25 in der Brandenburg-Liga.

## Persönlichkeiten
- Karl Schneidt (1854–1945), Redakteur und Zeitschriftenherausgeber, in Eggersdorf gestorben
- Alexander Giertz (1860–1910), Pfarrer und Chronist in Petershagen und Eggersdorf
- Konrad Ludwig (1880–1935), Politiker (SPD), Reichstagsabgeordneter, in Eggersdorf gestorben
- Paul Papke (1896–1970), Politiker (KPD, SED), in Eggersdorf gestorben
- Paul Bartsch (1901–1950), Pfarrer in Petershagen
- Wilmar Riegenring (1905–1986), Karikaturist und Illustrator
- Erich Hanke (1911–2005), in Petershagen geboren
- Hans-Joachim Riegenring (1924–2002), Schriftsteller, vor allem Satiriker
- Günter Guillaume (1927–1995), DDR-Spion, lebte in Eggersdorf
- Jürgen Henkys (1929–2015), Theologe und Übersetzer, lebte von 1965 bis 1999 in Petershagen
- Peter Dittrich (1931–2009), Karikaturist, in Petershagen gestorben
- Fritz Rudolf Fries (1935–2014), Schriftsteller, lebte in Petershagen
- Gunter Sonneson (* 1943), Schauspieler, lebt in Eggersdorf
- Klaus Körner (1946–2023), Schriftsteller, lebte in Petershagen
- Erik Pardeik (* 1990), Politiker (AfD), Mitglied der Gemeindevertretung von Petershagen/Eggersdorf und des Brandenburgischen Landtages